# Ringa Linga (Taeyang-dal)
A Ringa Linga (hangul: 링가 링가, RR: Linga Linga) a dél-koreai Taeyang kislemeze, melyet 2013. november 8-án adott ki a YG Entertainment. A dal a 2014-ben megjelent Rise című lemezen is helyet kapott. A szövegét G-Dragon és Tokki írta, a zenét G-Dragon és Jose E. Luna szerezte.
A dal első helyen debütált számos dél-koreai valós idejű slágerlistán, és öt országban vezette az iTunes Store-listát.
A dal címe egy koreai gyerekdalhoz köthető.